# Subantarctia centralis
Subantarctia centralis är en spindelart som beskrevs av Forster och Norman I. Platnick 1985. Subantarctia centralis ingår i släktet Subantarctia och familjen Orsolobidae. Inga underarter finns listade i Catalogue of Life.